# Tamás István (labdarúgó)
Tamás István (Újpest, 1922. február 16. – Budapest, 2010. december 25.) labdarúgó, balhátvéd, jobbszélső.

## Pályafutása
Az Újpesti MTE csapatában kezdte a labdarúgást. Az 1940-es évek elején a Lampart és a Gamma csapataiban játszott az élvonalban. A második világháború után az Újpesti TE labdarúgója volt. Tagja volt a sorozatban három bajnoki címet nyerő csapatnak. 1949 után játszott a nagykanizsai MAORT, a Kőbányai Szikra SE és a Gázművek csapatában.

## Sikerei, díjai
- Magyar bajnokság
  - bajnok: 1945-tavasz, 1945–46, 1946–47